# Angilram
Angilram van Metz (Frans: Enguerrand) was een graaf-bisschop van Metz (25 september 768 - 26 oktober 791) en raadgever van keizer Karel de Grote.
Hij was monnik in het Benedictijnenklooster gelegen in Saint-Avold, wanneer de Frankische koning Pepijn de Korte hem laat benoemen tot bisschop van Metz (768). Hij werd eveneens abt van de van Senone. Hij werd een nauwe medewerker van Karel de Grote als zijn kapelaan (784) en later aartskapelaan. Rond 783-784 droeg hij de Longobardische historicus Paulus Diaconus op de geschiedenis van de bisschoppen van Metz te schrijven. Dit werd de Gesta episcoporum Mettensium; in dit werk werd een voorvader van Karel de Grote, Arnulf van Metz uitdrukkelijk in de verf gezet.
Als bisschop van Metz promootte Angilram de nieuwe liturgische zangvorm, Chant messin, uitgewerkt door zijn voorganger Chrodegang, wat zich zou ontwikkelen als Gregoriaanse zang. Met de titel van aartsbisschop (787) werd Angilram direct betrokken bij het Rijksbestuur van Karel de Grote. 
Angilram vergezelde Karel de Grote op al zijn reizen. Voor dit laatste kreeg hij van paus Adrianus I de vrijstelling om een residerende bisschop van Metz te zijn. Angilram sneuvelde, in het huidige Hongarije tijdens Karels veldtocht tegen de Avaren. Zijn lichaam werd honderden kilometers getransporteerd naar de abdij van zijn jeugd, in Saint-Avold, waar hij begraven werd.
Na zijn dood bleef de bisschopszetel 25 jaren vacant. Dit deed speculeren dat Karel de Grote grondig op zoek was naar een andere stad dan Metz voor keizerlijke residentiestad. Karels keuze viel op Aken in het bisdom Luik. In 822-823 werd Gondulfus van Metz de nieuwe graaf-bisschop van Metz.
- Bibliothèque nationale de France: cb15527261k (data)
- Gemeinsame Normdatei: 100936539
- International Standard Name Identifier: 0000 0003 9285 0266
- Library of Congress Control Number: no2012004963
- Nederlandse Thesaurus van Auteursnamen: 080633943
- Virtual International Authority File: 286961554
- WorldCat: E39PBJd8f7xpqrX9XDrMY7qqQq